# Jean-Luc Velz
Jean-Luc Velz (31 juli 1974) is een Belgisch politicus van de Sozialistische Partei.

## Levensloop
Velz werd beroepshalve verwarmingsinstallateur en arbeider in een Eupense kabelfabriek. Daarna werd hij directeur van de waterdienst van de gemeente Büllingen.
Van 2003 tot 2005 was hij medewerker van de SP-fractie in het Parlement van de Duitstalige Gemeenschap en verantwoordelijke van de jeugdgroep SOyoung. Bovendien was hij van 2009 tot 2010 lid van de raad van bestuur van de Belgischer Rundfunk, waar hij sinds 2012 directeur is. 
Van 2010 tot 2012 was Velz namens de SP lid van het Parlement van de Duitstalige Gemeenschap. Sinds 2018 is hij ook gemeenteraadslid van Bütgenbach .